# Koloběžka první
Koloběžka první je česká televizní filmová pohádka žánru hudební komedie z roku 1984 režiséra Ludvíka Ráži, jejíž literární předlohou se stala pohádka Jana Wericha Královna Koloběžka první, která je součástí sbírky Fimfárum. Hrají Jan Čenský, Dagmar Patrasová, Zdena Hadrbolcová, Jitka Molavcová a další. Moudrý a laskavý humor, který charakterizuje herectví Jana Wericha, je typický i pro jeho psanou tvorbu. Je to příběh o chytré vesnické dívce Zdeničce, která nejenže vynalezne koloběžku, ale pro svůj důvtip se nakonec stane i královnou.

## Obsazení
| Dagmar Patrasová  | Zdenička                  |
| Jan Čenský        | král Jan                  |
| Zdena Hadrbolcová | králova tetička           |
| Jitka Molavcová   | rytířka z Trychtýřovic    |
| Vladimír Hlavatý  | komorník Josef            |
| Petr Kostka       | rybář, Zdeniččin otec     |
| Milena Dvorská    | rybářka, Zdeniččina matka |
| Ladislav Trojan   | mlynář                    |
| Lubomír Lipský    | soudní rada               |
| Filip Menzel      | kluk Kotrba               |
| Pavel Zedníček    | Matěj Kotrba              |
| Václav Sloup      | koňský handlíř            |
| Petr Skarke       | stráž                     |

## Synopse
Král Jan se moc nemá k ženění. Uhání ho rytířka z Trychtýřovic, která ráda žužlá cukrlata. Chytrý král, který má rád různé vtípky a hádanky, ale nemůže najít pro sebe stejně chytrou ženu.

Jednoho dne soudí ve sporu mlynáře a rybáře. Vyjde najevo, že rybářovi radí jeho inteligentní dcerka Zdenička. Král si ji pozve na zámek, musí však splnit jeho úkoly: má přijet-nepřijet, být ustrojená-neustrojená, obutá-neobutá, učesaná-neučesaná a má mu přivézt dar-nedar. Zdenička vše zvládne hravě. Ze zámku vypudí i rytířku, což král jen kvituje. Král Jan nabídne Zdeničce sňatek, ale pod podmínkou, že se mu nebude plést do vladařských záležitostí. 

Král v dalším sporu rozhodne špatně a handlíři Kotrbovi poradí Zdenička, jak ho převézt. Ale Kotrba neudrží jazyk za zuby a prozradí ji.
Králova ješitnost zaúřaduje a vladař vykáže svou snoubenku Zdeničku ze zámku. Dovolí jí však odnést si to, co je jí nejmilejší. A tak si Zdenička nechá odnést krále zamotaného v koberci na rybárnu.

A byla svatba na koloběžkách...

## Tvůrci
| Námět              | Jan Werich (pohádka Chytrá horákyně)        |
| Scénář             | Helena Sýkorová                             |
| Režie              | Ludvík Ráža                                 |
| Hlavní kameraman   | Věra Štinglová                              |
| Dramaturg          | Jiří Chalupa                                |
| Vedoucí výroby     | Mirka Nováková                              |
| Hudba              | Jaroslav Uhlíř                              |
| Hudební režie      | Pavel Nikl                                  |
| Texty písní        | Zdeněk Svěrák                               |
| Choreografie       | Josef Koníček                               |
| Výtvarník dekorací | František Skřípek                           |
| Výtvarnice kostýmů | Jarmila Konečná                             |
| Střih              | Ondřej Pechar                               |
| Střih záznamu      | Jiří Kohout a Helena Hovorková              |
| Zvuk               | Václav Nosek a Petr Šimák                   |
| Masky              | Petr Hovorka a Nevena Thielová              |
| Kameramani         | Petr Prima, Petr Polák a Jaroslav Šenfelder |
| Asistent režie     | Petr Burian                                 |
| Pomocná režie      | Helena Heribanová                           |

## Citáty
„Napadla mě během dneška, kolo, kolo, koloběžka. Ta by stála za pokus, polojízda, poloklus.“
„Jakýsi nezdvořilý opeřenec vnikl do mé hrací škatule a ona teď bez ustání vrká.“ (do flašinetu rytířky pronikl holub)
„Račte to jeho žížaložroutstvu vyřídit, slečno!“ (znechucená rytířka kvapně opouští zámek poté, co jí Zdenička nakuká, že s králem pojídají žížaly)